# 大園尖山遺址
大園尖山遺址位於桃園市大園區大園國小校內，文化類型屬新石器時代的圓山文化晚期，此遺址被內政部文化資產評鑑等級高達三點五，是桃園市唯一正式發掘的遺址。中央研究院歷史與語言研究所考古學門召集人劉益昌指出，台灣最具考古價值的「鳳鼻頭遺址」評鑑等級不過三點七五，而尖山遺址評鑑達到三點五，事實上已等於國家一級古蹟。出土遺物發現有「陶片」、「陶甕」、「石刀」，及捕魚用固定漁網的「網墜」等遺跡，其文化內涵包括新石器時代晚期的圓山文化和植物園文化，以及零星的新石器時代中期的訊塘埔文化。如今大園尖山遺址部份已在現代建築底下，難以繼續挖掘；且範圍最遠廣及桃園機場停車場。

## 遺址發掘過程
最早且明確的紀錄約在1943年，當時由教師徐張水流採集兩件石錛，寄交予日籍考古學者國分直一研究後為人所知，經初步判定是屬於新石器時代晚期之遺留。首次發掘則由國立臺灣大學人類學系石璋如教授帶領下進行考古學田野實習，同時也是該系首次的考古田野實習發掘田野。
- 1963年，盛清沂調查，確認遺址大致仍存在
- 1980年，黃士強教授與劉益昌教授進行調查，紀錄遺址保存現況。
- 2007年，中央研究院歷史語言研究所劉益昌教授調查發掘。
- 2008年3月21日公告為縣(市)定遺址。